# Aha
Aha (mer korrekt Hor-Aha) anses vara den första faraon under Egyptens första dynasti. Han infogade gudanamnet Horus till sitt namn och är sålunda känd som Hor-Aha. Aha har även identifierats som den legendariska riksenaren Menes. Aha var den första kung som lät bygga sin grav i Sakkara nära Memfis, rikets nya huvudstad.
Radiometriska mätningar publicerade 2013 daterar början på Ahas regeringstid med 68 % sannolikhetsintervall mellan 3111 och 3045 f.Kr.

## Namn och identitet
Under Ahas styre kan man för första gången se det symboliska bildparet på nebtinamnet och regentnamnet som först började användas tillsammans under Semerkhets tid.
Egyptologer och historiker har svårt att identifiera Aha. Orsaken till detta är att de tidigaste kungarna endast använde horusnamnet.
I de olika kungs-listorna används deras födelsenamn skrivet i en kartusch som det gjorts allt sedan fjärde dynastin. Detta får de lärde att ställa sig frågan varifrån Nya rikets skrivare fick de gamla kungarnas födelsenamn. Det har ofta försökts att identifiera Aha med Menes.
Egyptologer bollade med teorier för och emot olika kungars identifiering med Menes. De fokuserade på hieroglyfen mn som finns i närheten av flera kungars namn. På grund av precis var hieroglyfen placeras i förhållande till namnet, verkar det som om mn i själva verket föregår ett prinsnamn.

### Likställd med Menes
För Ahas identifikation med Menes går man till Kairostenen, vars inskrift visar att mellan Aha och Djer finns det ytterligare en annan härskare som regerade en mycket kort tid. Eftersom farao Djers namn på Kairostenen är Iteti kan namnet Meni endast vara Aha, för Teti är en annan härskare. Mot detta talar att man måste vara väldigt försiktig med att dra definitiva slutledningar eftersom endast kungarnas horusnamn användes.
På en elfenbensplakett från Ahas grav i Abydos finns hieroglyfen mn mittemot Ahas serekh tillsammans med en tidig version av nebtinamnet. Plaketten innehåller som första tecken rnpt (år) tillsammans med en palmvippa. Således markerar Aha det första kalenderåret i egyptisk historia. Det kan ha varit grunden till att de i senare perioder sett Aha som "grundaren av annaler" och därmed inledde historieskrivningen. Mot detta talar ett sigill från drottning Merneith som troligen var hustru till kung Djet där fyra härskares horusnamn anges som: Narmer, Aha, Djer och Djet. Det börjar alltså inte med Aha på Merneiths tid och Aha kan inte ha ansetts vara den första faraon. Man måste också komma ihåg att den ovannämnda symbolen för "år" inte användes förrän mycket senare i administrativa ändamål som skatteuppbörd.
Ahas namn hittades i en av de äldsta mastaborna av sitt slag (S 3357) i Sakkara vilket var den kungliga begravningsplatsen för Memfis. Eftersom det inte fanns någon härskare där under Ahas tid är det uppenbart att bara Aha kan vara grundaren för Memfis och dessutom måste vara identisk med Menes. Dock är det inget som säger att grundaren för huvudstaden också måste vara begravd i den lokala nekropolen. Farao Khasekhemwy regerade i Hierakonpolis och Memfis men begravdes i Abydos till exempel.

### Likställd med Teti I
Den moderna forskningen tenderar att likställa Aha med Teti I. Det baseras på att det tredje namnet på Kairostenen är Iteti och det tillhör Djer. Om Aha var den direkta föregångaren till Djer, måste i så fall Iteti vara Aha eftersom han var Djers föregångare. Vissa egyptologer anser Teti I kan vara identisk drottning Neithhotep som i så fall regerade för sin brorson Djer när han fortfarande var en liten pojke. Detta bekräftas delvis av att Tetis regeringsperiod anges i Turinpapyrusen till endast 1 år och 45 dagar.

## Familj
Ahas mor tros ha varit drottning Nithotep, vars storslagna grav byggdes i Naqada, och hans far var möjligen Narmer. De få källorna från tiden gör det svårt att verifiera den exakta relationen mellan de namngivna personerna. Det har föreslagits att Nithotep med tanke på hennes namn, gudinnan Nit är tillfreds, kom från Nedre Egypten. Nit (Neith) var nämligen Nedre Egyptens skyddsgudinna. Aha lät uppföra ett tempel till Neith i Sais som en försoningsgest mot Nedre Egypten, eller för att hedra sin mor. En kvinna vid namn Bernerib, vars grav upptäcktes i Abydos, kan ha varit Ahas drottning.
Inskriptioner från Ahas och drottning Nithoteps gravar visar att hon dog under hans regeringstid och att han skötte begravningen av henne. Valet av Naqada som viloplats tyder på att hon kom från den provinsen och kanske var Ahas mor.

## Kungens styre
Sigill från drottning Merneith och kung Dens gravar i Abydos innehåller den äldsta kända förteckningen över härskarna i första dynastin. Kungarna nämns alla vid deras horusnamn och Aha följer direkt efter Narmer så han måste redan då ansetts som andra härskaren.
På flera tavlor nämns ett besök i Neiths tempel i Sais.
Enligt inskriptioner på en elfenbenstablett från Abydos låg ett krig mot nubierna nära. Den nämner specifikt "slaget mot nubierna". Aha sände också flera expeditioner till Libanon och Palestina. I En Besor i sydvästra dagens Israel hittades resterna av en bastion, som på grundval av keramik och elfenbensföremål kan dateras till första dynastin och byggdes möjligen av Aha. I Ahas grav hittades dekorativa fartygsfragment av typiskt palestinensiskt snitt.

## Grav
Aha begravdes vid nekropolen Peqer nära Abydos i gravarna B10-15-19. I anslutning till Ahas grav ligger 36 parallella sidogravar där medlemmar av det kungliga hushållet begravdes tillsammans med farao. Tidigare förmodades det att de dödats eller begått självmord vid den kungliga begravningen men det är inte säkert. Bland de begravda fanns anställda, män, kvinnor och även hundar. Som symbol för sin kunglighet begravdes Aha även med en grupp unga lejon.